# كفر جنزور
كفر جنزور إحدى قرى مركز تلا التابع لمحافظة المنوفية بجمهورية مصر العربية.

## التاريخ
قرية كفر جنزور من القرى القديمة، حيث وردت باسم «برك العرب» في أعمال الغربية ضمن قرى الروك الناصري التي أحصاها ابن الجيعان في كتاب «التحفة السنية بأسماء البلاد المصرية». وفي العصر العثماني وردت باسم «كفر جنزور» في التربيع العثماني الذي أجراه الوالي العثماني سليمان باشا الخادم في عصر السلطان العثماني سليمان القانوني ضمن قرى ولاية المنوفية، وفي تاريخ 1228هـ/1813م الذي عدّ قرى مصر بعد المسح الذي قام به محمد علي باشا باسم «كفر جنزور» ضمن قرى مديرية المنوفية.

## السكان
بلغ عدد سكان كفر جنزور 3,025 نسمة، منهم 1،546 رجل و1،479 إمرأة، حسب الإحصاء الرسمي لعام 2006.